# Pycnocentria forcipata
Pycnocentria forcipata är en nattsländeart som beskrevs av Mosely in Mosely och Douglas E. Kimmins 1953. Pycnocentria forcipata ingår i släktet Pycnocentria och familjen Conoesucidae. Inga underarter finns listade i Catalogue of Life.